# Tatsugoo
Tatsugoo（タツグー、10月20日 - ）は山梨県出身の男性作曲家、編曲家、音楽プロデューサー、DJ。

## 概要
血液型A型。音楽ユニットFortuna（2003〜2006）のメンバーChaos(カオス)としてゼスプリゴールドキウイCMソング『ONE WISH』にてメジャー・デビュー。その後、改名しアーティスト活動と並行して作曲家/編曲家としても活動。
2007年より音楽ユニットRagdollのメンバー兼音楽プロデューサーとして作曲/編曲/プログラミング/DJ/アートディレクションを担当。

## ディスコグラフィ
2003
| AiM | Forever（作曲）※Chaos名義 |

2004
| Fortuna | 『ONE WISH』（全作曲・編曲）※Chaos名義 1. ONE WISH ゼスプリゴールドキウイTVCMソング 2. mnemosyne 3. float |
| Fortuna | 『Mirrors』（全作曲・編曲）※Chaos名義 1. Mirrors 2. VISION 3. Angel Eyes                                  |

2005
| 浜崎あゆみ | HEAVEN (共編曲) ※KZB名義 - 映画『忍 SHINOBI』主題歌         |
| 鈴木亜美   | 1. Crystal（共編曲）※KZB名義 2. I'm alone（共編曲）※KZB名義 |

2006
| Yeahh!（叶 項明） | 彩鈴王／CAILING WANG（編曲） |

2007
| 頼雅妍/Megan Lai | 愛的勇氣（編曲） - 轉角*遇到愛 台湾TVドラマ『ホントの恋の*見つけかた』サウンドトラック                                                                                   |
| Ragdoll          | 『POPSTICK』（全作曲・編曲・Sound Produce） 1. ArrivaL 2. Faith テレビ東京「音流」エンディングテーマ 3. beautiful love 4. Illusion 5. monochrome eyes 6. over            |
| Ragdoll          | 『ELECTRO』（全作曲・編曲・Sound Produce） 1. Sphinxi 2. outgrow 3. Cycletime 日本テレビ『ポシュレデパート深夜店』エンディングテーマ 4. Crazy Misson 5. Hyperion 6. LUNA |

2008
| Ragdoll | 『Raxual』（全作曲・編曲・Sound Produce） 1. KRUSTY 2. HushHush 3. Trouper -interlude- 4. Rescue me 日本テレビ『ラジかるッ』エンディンクテーマ 5. Psychedelicious -interlude- 6. Rendez-vous -interlude- 7. Trinity -interlude- 8. eternity |
| Ragdoll | 『Wings of Heart』作曲・編曲・Sound Produce+配信アートワークデザイン 1. Wings of Heart 2. Skyscape 3. Together |

2009
| alan | 天女 ～interlude～（共作曲・共編曲） |

2010
| KAT-TUN                           | 1. Love yourself ～君が嫌いな君が好き～（作曲） - TBS 金曜ドラマ「ヤマトナデシコ七変化♡」主題歌                                                 |
| May J.                            | 1. Beautiful Days（作曲・編曲） - メナード フェイシャルサロン TV-CMソング                                                                       |
| WAVE『WAVE』 fromダーリンは芸能人 | 1. Destiny（作詞・作曲・編曲） 2. Eternal Sunshine（作詞・作曲・編曲） 3. Leaves（作詞・作曲・編曲） 4. snowflake（作詞・作曲・編曲・コーラス） |
| 日本ストリートダンス協会          | ストリートダンス検定 (JSDA) 第一回検定楽曲制作                                                                                                  |

2011
| LUMINE × GirlsAward 2011 S/S | LUMINE STAGE MUSIC制作 |
| LUMINE × GirlsAward 2011 A/W | LUMINE STAGE MUSIC制作 |

2013
| 「誓いのキスは突然に」（AppGame）              | BGM制作                                         |
| ゴシップガール ～セレブな彼の誘惑～（AppGame） | BGM制作                                         |
| ダーリンは芸能人 LoveDue（AppGame）            | 1. Love Duet（作・編曲） 2. Miles2U（作・編曲） |

2014
| 眠らぬ街のシンデレラ（AppGame）       | BGM制作                      |
| スイートルームで悪戯なキス（AppGame） | BGM制作                      |
| Ragdoll                               | SWIM（作・編曲）iTunes配信中 |

2015
| 恋人は専属SP（AppGame） | BGM制作 |

2016
| 東方神起 Timeless ～未来への旅立ち～（AppGame） | BGM制作                                |
| 花より男子 -F4とファーストキス-（AppGame）      | BGM制作                                |
| 天下統一恋の乱 Love Ballad（AppGame）           | BGM制作                                |
| V.A. 『HAPPY PARTY EDM!~STUDIO GHIBLI BEST~』   | 帰らざる日々 -「紅の豚」より-（REMIX） |

2017 
| 天下統一恋の乱 Love Ballad～月の章～（AppGame） | BGM制作                                                                                   |
| 花ざかりの君たちへ～Boys love you～（AppGame）  | BGM制作                                                                                   |
| alan                                            | 1. Into The Blue（作曲・編曲） 2. 龙女(龍女-DragonLady-)（編曲） - ゲーム「镇魔曲」主題歌 |